# Square du Ranelagh
Pour les articles homonymes, voir Ranelagh.
Ne doit pas être confondu avec Avenue du Ranelagh ou Rue du Ranelagh.
Le square du Ranelagh est une voie du 16e arrondissement de Paris, en France.

## Situation et accès

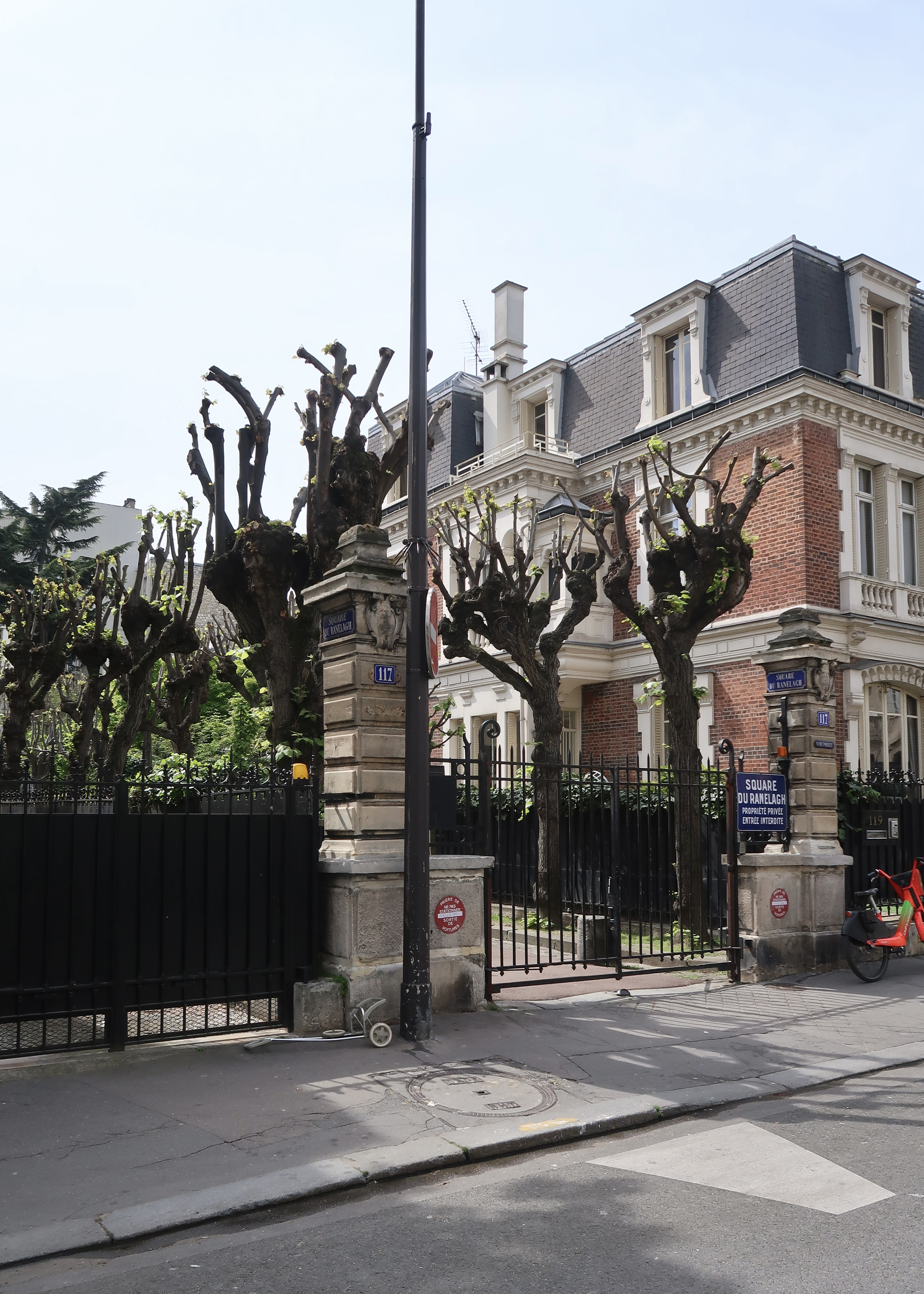
Au croisement avec la rue du Ranelagh, au printemps.

Le square du Ranelagh est une voie privée située dans le 16e arrondissement de Paris, fermée au public. Il débute au 117, rue du Ranelagh et se termine en impasse.

## Origine du nom
Il porte ce nom car il est situé le long de la rue du Ranelagh. Le jardin du Ranelagh est par ailleurs situé non loin.

## Historique

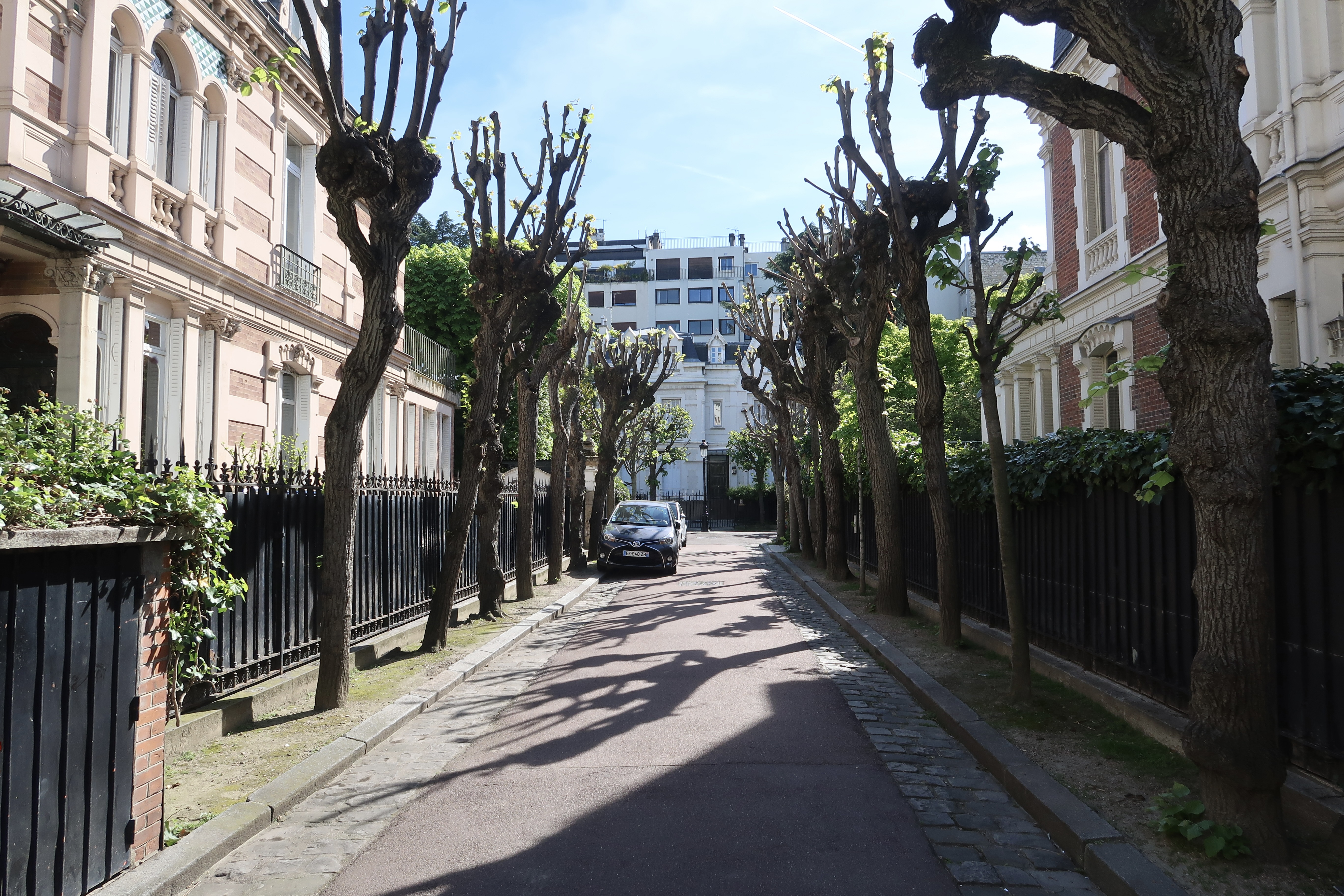
Dans le square.